# おやじバンザイ
『おやじバンザイ』は朝日放送（ABC） 制作のトーク番組。1964年9月16日から関西ローカルで放送を開始（一部の局にも番組販売）。1965年3月10日から全国ネットに昇格して、1973年3月28日までTBS系列局で放送した。当初はモノクロ放送だったが、1968年12月25日からカラー放送となった。又、全国ネット番組に昇格後は笹岡薬品の一社提供となった。
放送時間は朝日放送では関西ローカル時代から全国ネット時代を通じて、毎週水曜 22:30 - 23:00（JST）。

## 概要
毎回2組の家族を招き、彼らにアットホームな雰囲気の中で父親について放談してもらう視聴者参加型番組。
開始当初は漫談家の西条凡児が司会を務めていたが、1970年に私生活上からトラブルを起こして、同年10月19日放送分から司会を降板。その後は前田武彦が司会を務め、番組タイトルは『前武のおやじバンザイ』（まえたけのおやじバンザイ）に変更した。凡児は番組の冒頭で「はい、また見てもらいます…」と毎回挨拶した。提供スポンサーの笹岡薬品の製品を参加者たちに手渡す際は「ハイハイ、お土産、お土産」と言っていた。
神奈川県横浜市にある放送ライブラリーは1971年2月10日放送分の映像を公開している。ワッハ上方は1965年9月15日放送分の映像を公開している。

## ネット局
- 朝日放送（制作局）：水曜 22:30 - 23:00
- 北海道放送：水曜 22:30 - 23:00 （1968年・1970年時点）[6]
- 青森テレビ：木曜 14:15 - 14:45 （1970年時点）[7]
- 岩手放送：土曜 14:30 - 15:00 （1970年時点）[7]
- 東北放送：土曜 13:30 - 14:00 （1968年時点）→ 土曜 14:30 - 15:00 （1970年時点）[8]
- TBSテレビ：水曜 22:30 - 23:00
- 新潟放送：水曜 22:30 - 23:00 （1970年時点）[9]
- 信越放送：土曜 14:30 - 15:00 （1970年時点）[10]
- テレビ山梨：水曜 22:30 - 23:00 （1970年時点）[11]
- CBCテレビ：水曜 22:30 - 23:00[12]
- 山陽放送：水曜 22:30 - 23:00 （1968年・1970年時点）[13][14]
- 中国放送：下記参照
- 南海放送：月曜 12:00 - 12:30 （1968年時点）[15]
- テレビ高知：水曜 22:30 - 23:00 （1970年時点）[16]
- RKB毎日放送：月曜12:15 - 12:45（関西ローカル時代）[17]
- 大分放送：土曜 12:00 - 12:30 （1969年時点）→ 水曜 22:30 - 23:00 （1970年時点）[18]
- 宮崎放送：土曜 14:30 - 15:00 （1969年・1970年時点）[19]
- 琉球放送：水曜 22:30 - 23:00 （1968年時点）[20]

中国放送（RCC）では、開始当初は土曜日20時台に日本テレビの番組を編成していた関係で同時間帯に放送していた海外ドラマ『逃亡者』を本番組の時間帯で遅れネットしていたため、押し出される形で月曜12:15 - 12:45で遅れネットしていた。その後は土曜12:00 - 12:30に移動した（1969年5月時点）。広島ホームテレビ（UHT、現：HOME、NET～テレビ朝日系）開局後の3局時代に同時ネットに移行。